# 劳伦斯·安德烈亚森
劳伦斯·安德烈亚森（英語：Lawrence Andreasen，1945年11月13日—1990年10月26日），美国前男子跳水运动员。他曾代表美国参加1964年夏季奥林匹克运动会跳水比赛，获得男子3米跳板铜牌。